# Najee

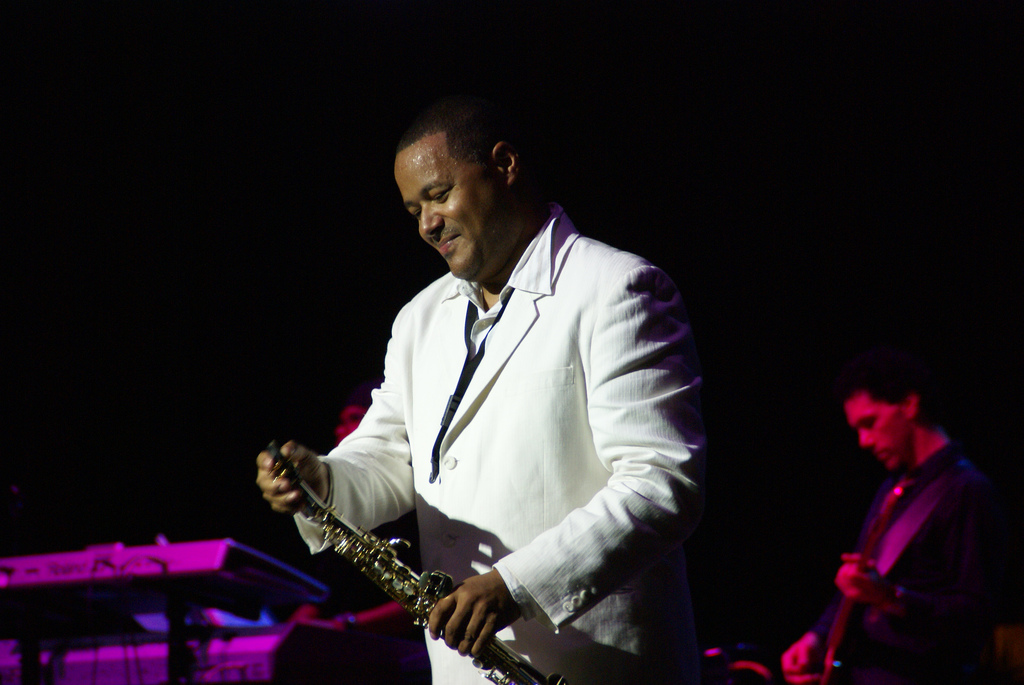
Najee (2007)

Najee (* 4. November 1957 in New York City als Jerome Najee Rasheed) ist ein amerikanischer Jazzmusiker (Sopran-, Alt- und Tenorsaxophon, Flöte, auch Keyboards, Komposition), der vor allem im Bereich des Smooth Jazz bekannt wurde.

## Leben und Wirken
Najees begann im Alter von acht Jahren in der Grundschule Klarinette zu lernen. Während seiner Zeit auf der High School erhielt er, gefördert durch das Jazzmobile-Programm, Unterricht auf dem Tenorsaxophon und der Flöte bei Jimmy Heath, Frank Foster und Ernie Wilkins. Im Alter von 16 Jahren studierte er Flöte an der Manhattan School of Music Preparatory Division. Er spielte zunächst in lokalen Bands, um dann zwei Jahre lang mit einer Band namens Area Code in Militärstützpunkten in Europa, Grönland, Mittelamerika, der Karibik und den Vereinigten Staaten und anschließend 1978 Ben E. King zu begleiten. Studien am Bronx Community College und am New England Conservatory of Music in Boston schlossen sich an.
In den frühen 1980er Jahren begleitete er Chaka Khan. 1986 erschien sein Debütalbum mit dem Titel Najee’s Theme bei EMI/Capitol, das Najee eine Grammy-Nominierung für das beste Jazz-Album einbrachte. 1988 wurde sein zweites Album Day by Day veröffentlicht, das aufgrund der guten Verkäufe Platin erhielt. Das Folgealbum Tokyo Blue wurde von seinem Bruder Fareed produziert und gilt als eine seiner erfolgreichsten Aufnahmen bis heute. 1992 erschien sein nächstes Album Just an Illusion, an dem Arif Mardin, George Duke, Fareed, Marcus Miller und Wayne Brathwaite mitwirkten. 1994 tourte Najee mit Larry Carlton, Stanley Clarke, Billy Cobham und Deron Johnson (Live at the Greek).
Auf seinem Tributalbum für Stevie Wonder (1995) wirkten Herbie Hancock, Stanley Clarke, Paul Jackson Jr., Sheila E. und Patrice Rushen mit. Sein Album Morning Tenderness (1998) erreichte Platz 1 der zeitgenössischen Jazz-Charts. Im selben Jahr erschien die Kompilation The Best of Najee (Blue Note Records/Capitol).
1990 wirkte er in dem Horrorfilm Vampire in New York (Def by Temptation) mit. 1998 trat Najee zusammen mit Stevie Wonder und Chaka Khan bei der Geburtstagsfeier von Nelson Mandela in Südafrika auf. Von 2000 bis 2003 tourte er mit Prince und wirkte zudem auf dessen Alben The Rainbow Children und One Nite Alone … Live! mit. Ab 2003 legte er wieder unter eigenem Namen Alben vor, an denen Musiker wie Roy Ayers, BeBe Winans, Will Downing, Phil Perry oder Jeff Lorber beteiligt waren. Er erhielt zwei NAACP-Awards (für My Point of View und The Morning After: A Musical Journey) und erreichte mit Center of the Heart 2019 erneut Platz eins der zeitgenössischen Jazz-Charts.

## Diskographische Hinweise
- Najee’s Theme (1986, EMI/Capitol)
- Day by Day (October 1988, Capitol)
- Tokyo Blue (1990, Capitol)
- Just an Illusion (1992, Capitol)
- Share My World (1994, Capitol)
- Najee Plays Songs from the Key of Life: A Tribute to Stevie Wonder (1995, Capitol)
- Morning Tenderness (1998, Polygram)
- Embrace (2003, N-Coded)
- My Point of View (2005, Heads Up)
- Rising Sun (2007, Heads Up)
- Mind Over Matter (2009, Heads Up)
- The Smooth Side of Soul (2012, Shanachie)
- The Morning After, A Musical Love Journey (2013, Shanachie)
- You, Me and Forever (2015, Shanachie)
- Poetry in Motion (2017, Shanachie)
- Center of the Heart (2019, Shanachie)
- Savoir Faire (2022, Shanachie)